# Solea senegalensis
 Solea senegalensis és un peix teleosti de la família dels soleids i de l'ordre dels pleuronectiformes que es troba a les costes de l'atlàntic oriental.